# Рольфф, Вольфганг
Во́льфганг Рольфф (нем. Wolfgang Rolff; род. 26 декабря 1959, Ламштедт, Нижняя Саксония) — немецкий футболист и футбольный тренер. Выступал на позиции полузащитника.

## Карьера игрока
Вольфганг Рольфф сыграл 356 матчей в Бундеслиге и забил 47 голов, играя за «Гамбург», «Байер 04», «Юрдинген 05», «Карлсруэ» и кёльнскую «Фортуну». Также, играя за «Бремерхафен» и кёльнскую «Фортуну», Рольфф провёл 126 игр во Второй Бундеслиге и забил там 23 гола. Поиграл он и во Франции, проведя 30 матчей в «Страсбуре», который в то время играл в Лиге 2.
В 1983 году вместе с «Гамбургом» Рольфф выиграл Бундеслигу и кубок европейских чемпионов 1982/83. Пять лет спустя он выиграл Кубок УЕФА 1987/88, играя за леверкузенский «Байер 04».
Рольфф дебютировал за сборную Германии в 1983 году. Вместе со сборной он участвовал на чемпионатах Европы 1984 и 1988 годов. На каждом из чемпионатов он сыграл дважды. Также Рольфф сыграл 2 матча за сборную на чемпионате мира 1986 года, где немцы выиграли серебро. Всего он сыграл 37 игр за сборную с 1983 по 1989 год.

## Карьера тренера
Рольф начинал свою тренерскую карьеру в «Гамбурге», где он работал ассистентом Феликса Магата. После «Гамбурга» Рольфф 6 месяцев тренировал «Меппен» до вылета клуба из Второй Бундеслиги. Позже он работал в «Штутгарте», сначала ассистентом Винфрида Шефера, а потом и и. о. главного тренера. В сезоне 2001/2002 он работал ассистентом Берти Фогтса в «Байере 04». С 2001 по 2002 год Рольфф работал в сборной Кувейта. С июля 2004 года он работает ассистентом главного тренера «Вердера» Томаса Шаафа.

## Достижения
- Победитель Лиги чемпионов: 1982/83
- Серебряный призёр Суперкубка УЕФА: 1983
- Серебряный призёр Межконтинентального кубка: 1983
- Обладатель Кубка УЕФА: 1987/88
- Серебряный призёр чемпионата мира: 1986